# Allgemeine Geschäftsbedingungen der Kreditinstitute
Allgemeine Geschäftsbedingungen für Kreditinstitute sind die allgemeinen Geschäftsbedingungen, die die Grundlage der Geschäftsverbindung zwischen einem Kreditinstitut und seinen Kunden bilden (so genannter allgemeiner Bankvertrag). Auch wenn grundsätzlich jedes Kreditinstitut eigene AGB formulieren darf, so halten sich die Banken in Deutschland an die AGB-Vorschläge der einzelnen Bankengruppen. Die AGB der Sparkassen (AGB-Sparkassen) bestehen aus 28, die der privaten Banken und der Genossenschaftsbanken (AGB-Banken) aus 20 Ziffern.

## Allgemeines
Allgemeine Geschäftsbedingungen (AGB) sind weit verbreitet und erfüllen in vielen Wirtschaftsbereichen die wichtige Funktion, für unterschiedlichste Geschäftsvorfälle eine verlässliche rechtliche Grundlage zu schaffen und für einheitliche Regeln zu sorgen. Um die Kunden vieler Wirtschaftsbereiche vor Missbrauch durch unangemessene Benachteiligungen durch AGB zu schützen, ist zunächst am 1. April 1977 ein eigenständiges AGB-Gesetz in Kraft getreten, das im Wesentlichen seit dem 1. Januar 2002 in die §§ 305 ff. BGB übernommen wurde. Die gesetzlichen Bestimmungen dienen dem rechtlichen und wirtschaftlichen Schutz des Verbrauchers bei Geschäfts- und Vertragsbeziehungen zu Unternehmen, die vorformulierte oder vorgegebene Klauseln bei typisierten Verträgen mit ihren Kunden anwenden (sogenanntes „Kleingedrucktes“). Das Gesetz soll insbesondere den rechtlich und wirtschaftlich unterlegenen Kunden vor Überrumpelung durch die fachlich überlegenen Verwender schützen. Es greift nur dort in die Privatautonomie ein, wo offensichtlich ein Missbrauch der Markt- oder Verhandlungsmacht vorliegt.
Wichtiges Anwendungsgebiet ist auch das Kreditwesen. Ergänzt werden hier die allgemein gehaltenen AGB durch zahlreiche Sonderbedingungen, die nur für bestimmte Geschäftsarten oder ganz spezielle Geschäftsbereiche gültig sind, etwa Bedingungen für die Vermietung von Schrankfächern, Bedingungen für Anderkonten und Anderdepots von Rechtsanwälten, Notaren usw., Bedingungen für die Annahme von Verwahrstücken, für die Benutzung des Tag- und Nacht-Tresors, für den beleglosen Datenaustausch, für den Scheckverkehr, Sonderbedingungen für den EC-Service, Sonderbedingungen für Auslandsgeschäfte in Wertpapieren usw. Nachdem 1990 erstmals die Spitzenverbände der Kreditwirtschaft einen einheitlichen „Rahmenvertrag für Swapgeschäfte“ erarbeiteten, folgte 1994 der „Rahmenvertrag für Finanztermingeschäfte“ (für Caps, Floors, Collars, Forward Rate Agreements, Devisentermingeschäfte, Optionsgeschäfte und Zinsterminkontrakte).    
Die AGB der Kreditinstitute sind, wie die obige Definition zeigt, keineswegs identisch. Jeder Bankenverband hat für die ihm angeschlossenen Kreditinstitute eigenständige AGB empfohlen, sodass es AGB der Sparkassen, Privatbanken oder Genossenschaftsbanken gibt, die sich in Detailfragen voneinander unterscheiden.

## Inhalt
Die inhaltlich nicht identischen AGB der einzelnen Institutsverbände sehen allgemeine Regelungen für die Geschäftsbeziehung zwischen Bank und Kunde vor. Diese Bestimmungen müssen bei einem konkreten Bankgeschäft oder einem Bankvertrag nicht im Einzelnen wiederholt werden, sondern gelten durch den deutlich sichtbaren Hinweis, dass die AGB zum Vertragsbestandteil erhoben und vom Kunden anerkannt werden. Abgeleitet aus der Generalnorm des § 305 Abs. 1 BGB handelt es sich bei den AGB der Kreditinstitute um vorformulierte Vertragsbedingungen, die für eine Vielzahl von unterschiedlichen Bankverträgen durch die Banken den Bankkunden bei Abschluss eines Bankvertrages gestellt werden.
In den AGB (allgemeiner Bankvertrag) werden folgende Themenkreise behandelt:
- Grundlagen: Vertrauensverhältnis zwischen Kreditinstitut und Kunde mit Hinweis auf Bankgeheimnis, Hinweis auf allgemeine und besondere Bedingungen;
- Bankauskünfte, Vertretungs- und Verfügungsbefugnisse (Kontovollmacht), Legitimationsurkunden;
- Rechtswahl/Gerichtsstand/Erfüllungsort;
- Kontokorrentkonten/Korrekturbuchungen/Rechnungsabschluss, Gutschriften und Einlösungen von Einzugspapieren, Einlagengeschäft;
- Entgelte/Kosten/Auslagen;
- Pflichten und Haftung zwischen Bank und Kunde, Mitwirkungs- und Sorgfaltspflichten des Kunden;
- AGB-Pfandrecht/Nachbesicherung/Sicherheitenfreigabe; Auflösung der Geschäftsbeziehung/Kündigungsrechte;
- Hinweis auf Einlagensicherung.

Diese generellen Regelungen werden ergänzt durch die spezifischen Vereinbarungen, die bei einzelnen Bankverträgen getroffen werden müssen. Auch diese spezifischen Bankverträge (z. B. Girovertrag, Depotvertrag, Kreditvertrag, Bestellung von Kreditsicherheiten) sind AGB, sofern sie nicht im Einzelnen mit dem Bankkunden ausgehandelt wurden. Der rechtliche Begriff der AGB ist deshalb weiter gefasst als der umgangssprachliche, der meist auf das „Kleingedruckte“ eingeengt ist.

## Anpassung der AGB der Kreditinstitute an die Rechtsprechung
Wie in allen anderen Branchen hat der Bundesgerichtshof in einer Vielzahl von Urteilen bereits vor Inkrafttreten des AGB-Gesetzes einzelne Passagen der AGB-Banken kritisiert oder gar für unwirksam erklärt. Seit dem Inkrafttreten des AGB-Gesetzes im Jahr 1977 stieg die Zahl der gerichtlichen Überprüfungen der AGB stark an. Die Bankinstitute haben ihre AGB dementsprechend an die jeweilige Rechtslage angepasst. Die letzte Revision der AGB stammt vom 1. Januar 2002. Im Folgenden wird für wesentliche Regelungsbereiche der AGB versucht, die geltende Rechtsprechung zu den AGB zu systematisieren.

### Geltungsbereich

#### Vertragsinhalt
Im Streitfall unterliegen einer gerichtlichen Inhaltskontrolle insbesondere
- die allgemeinen Geschäftsbedingungen der Kreditinstitute
- sämtliche Bankvordrucke
- sämtliche normierten, standardisierten spezifischen Bankverträge (etwa Darlehens- oder Kreditverträge) der Kreditinstitute, auch wenn sie mit PC geschrieben bzw. ausgefüllt sind.

Selbst wenn sämtliche Vertragsbedingungen (etwa Kreditvertrag einschließlich Sicherheitenbestellung) zwischen Bank und Kreditnehmer einzeln ausgehandelt wurden, greifen die gesetzlichen Bestimmungen, weil die übrigen AGB der Banken regelmäßig zum Vertragsbestandteil erhoben werden.

#### Personenkreis
Der vom Gesetz geschützte Personenkreis umfasst überwiegend Nichtkaufleute (also Privatpersonen) und Personenhandelsgesellschaften. In Teilbereichen (§ 305c und § 307 BGB, vor allem bei unangemessener Benachteiligung) schützt das Gesetz auch alle Firmen unabhängig von ihrer Rechtsform. Selbst wenn ein Bankvertrag notariell beurkundet wurde, unterliegen die mitbeurkundeten Formularverträge der richterlichen Inhaltskontrolle. Dies bedeutet, dass die einer notariellen Beurkundung zugrunde liegenden Grundschuldbestellungsurkunden oder Abtretungen/Verpfändungen von Gesellschafteranteilen die gesetzlichen Anforderungen erfüllen müssen, obwohl der Notar zur Beratung und Aufklärung verpflichtet ist (§§ 13 ff. BeurkG).

### Kritische Bestimmungen für Kreditinstitute
Spezifische Bankverträge wie etwa Kredit- und Sicherungsverträge sind ganz oder teilweise unwirksam, insbesondere wenn
- ein ausdrücklicher Hinweis auf Einbeziehung der AGB unterblieben ist oder ein deutlich sichtbarer Aushang in den Kassenräumen fehlt oder der Kunde mit der Geltung nicht einverstanden ist (§ 305 Abs. 2 BGB);
- die Formulierungen für den aufmerksamen Durchschnittskunden unverständlich sind oder deren Tragweite nur der Jurist versteht;
- überraschende Klauseln vorhanden sind (§ 305c BGB);
- für den Bankkunden günstigere individuelle Vertragsabreden (auch mündliche) getroffen wurden und diese den AGB widersprechen (Vorrang der Individualabrede nach § 305b BGB);
- einzelne Passagen oder das gesamte Vertragswerk den Kunden unangemessen benachteiligen (§ 307 BGB).

Formulierungen von Kredit- und Sicherungsverträgen:
Die Institute verwenden rechtlich abgesicherte Standardformulierungen, die an den konkreten Einzelfall angepasst werden. Vordrucke, insbesondere Vordrucke über Kreditsicherheiten, werden ausnahmslos angewandt und müssen die individuellen Merkmale des Einzelfalls berücksichtigen. Insgesamt müssen die Verträge die in den Vorgesprächen mit den Kreditnehmern geweckten Erwartungen erfüllen und einer möglichen richterlichen Inhaltskontrolle standhalten.
Allgemein sind die AGB-Banken und Bankvordrucke nach der ständigen Rechtsprechung des Bundesgerichtshofs (BGH) so auszulegen, wie ein durchschnittlicher Bankkunde sie bei verständiger Würdigung, aufmerksamer Durchsicht und Berücksichtigung des erkennbaren Sinnzusammenhangs verstehen muss. Dabei kommt es auf die Verständnismöglichkeiten eines Bankkunden ohne bankrechtliche Spezialkenntnisse und damit auch auf sein Interesse an.

## Gerichtliche Auslegung von Bankverträgen
Die Rechtsprechung des BGH verlangt von den Instanzgerichten bei der Auslegung von Bankverträgen die Prüfung folgender Kriterien:
- Wortlaut des Vertragstextes,[2]
- typische Interessen der beiden Parteien,[3]
- systematische Stellung der umstrittenen Klausel im Vertragswerk,[4]
- wirtschaftlicher Sinn und Zweck des Vertragsinhaltes.[2]

## Detailfragen im Bankverkehr
Die umfangreiche und teilweise sehr medienwirksame Rechtsprechung insbesondere zu den § 305c und § 307 BGB hat folgende in der bankrechtlichen Praxis vorkommende Problemkreise identifiziert:

### Vertragsvorverhandlungen
Bevor Bankverträge schriftlich formuliert werden, werden häufig Vorverhandlungen mit Bankkunden geführt, deren Ergebnis die Grundlage der Verträge bilden soll. Diese Vorverhandlungen können eine bestimmte Erwartungshaltung des Bankkunden begründen, zu der der BGH wie folgt Stellung genommen hat: „Die Erwartungen des Vertragspartners werden von allgemeinen und von individuellen Begleitumständen des Vertragsschlusses bestimmt. Zu ersteren zählen der Grad der Abweichung vom dispositiven Gesetzesrecht und die für den Geschäftskreis übliche Gestaltung, zu letzteren der Gang und der Inhalt der Vertragsverhandlungen sowie der äußere Zuschnitt des Vertrages. Abzustellen ist dabei nicht auf die Erkenntnismöglichkeiten des konkreten Vertragspartners, auch nicht auf das Verständnis eines Fachmanns, insbesondere eines Juristen, der sich eingehend mit den betreffenden allgemeinen Geschäftsbedingungen beschäftigt hat. Maßgebend sind vielmehr die Verständnismöglichkeiten des typischerweise bei Verträgen der geregelten Art zu erwartenden Durchschnittskunden.“
In diesen Vorverhandlungen dürfen die Banken insbesondere bei Nichtkaufleuten nicht den Eindruck hinterlassen, dass die Hereinnahme von Kreditsicherheiten ohnehin nur aus formellen Gründen notwendig sei. Eine verbale Verharmlosung der Sicherheitenbestellung oder der Mithaftung ist nicht statthaft. Die Banken dürfen bei konkreten Kundenfragen auch keine das Bürgschafts-/Mithaftungsrisiko verharmlosenden Auskünfte geben oder den künftigen Bürgen/Mithaftenden über die mögliche Haftungsgefahr täuschen. Ferner müssen sich die in den Verhandlungen mit dem Sicherungsgeber erzielten Resultate später in den Verträgen tatsächlich wiederfinden (ansonsten Überrumpelungseffekt nach § 305c BGB;). Zwischen den vor Vertragsabschluss erweckten Erwartungen und dem späteren tatsächlichen Vertragsinhalt darf also kein Widerspruch bestehen.

### Überraschung und Unklarheit
Überraschend sind alle ungewöhnlichen Passagen, mit denen ein Bankkunde den Umständen nach vernünftigerweise nicht zu rechnen braucht. Die Erwartungen des Vertragspartners werden von allgemeinen und individuellen Begleitumständen bestimmt. Zu ersteren zählen etwa der Grad der Abweichung vom dispositiven Gesetzesrecht sowie die für den Geschäftskreis (Bankwesen) übliche Gestaltung, zu letzteren der Ablauf und der Inhalt der Vertragsverhandlungen sowie der äußere Zuschnitt des Vertrages. Die von der Ehefrau des Grundschuldbestellers formularmäßig erklärte Übernahme der persönlichen Haftung, soweit gegen sie gerichtete Forderungen betroffen sind, ist hingegen nicht überraschend. Die verwendeten Texte müssen für den aufmerksamen Durchschnittskunden verständlich und dem Ausbildungsstand des Kunden (Bank- und Finanzerfahrung) angepasst sein. In Vordrucken nicht/falsch oder unvollständig ausgefüllte Passagen oder offen gelassene Alternativen gelten als Unklarheit. Bei Abschluss von Formularverträgen hat die Bank für Klarheit der rechtlichen und tatsächlichen Umstände zu sorgen.

### Unangemessene Benachteiligung
Da u. a. die §§ 307 ff. BGB auch im kaufmännischen Verkehr mit Firmen gelten, unterliegt die vom BGH unter § 307 BGB subsumierte unangemessene Besicherung grundsätzlich bei allen Kreditnehmern gerichtlicher Inhaltskontrolle. Durch die Entscheidungen des BGH vom 29. November 1989 und 19. März 1992 ist die Problematik der sittenwidrigen Übersicherung thematisiert worden. Globalzession und Raum-Sicherungsübereignung sind Sicherheitenarten, bei denen eine Übersicherung durch ständig mögliche Vermehrung des Sicherungsguts bei unveränderter Kredithöhe eintreten kann. Während die ursprüngliche Übersicherung ein Fall der Sittenwidrigkeit darstellt, wird die nachträgliche Übersicherung vom BGH rechtstechnisch als unangemessene Benachteiligung im Rahmen des § 307 BGB behandelt. Insbesondere Zession und Sicherungsübereignung als nicht akzessorische Sicherheiten unterliegen wegen der fehlenden Rückübertragungsautomatik dieser Gefahr. Bei formularmäßig bestellten Globalsicherungen hat der Sicherungsgeber im Falle einer nachträglichen Übersicherung einen ermessensunabhängigen Freigabeanspruch auch dann, wenn der Sicherungsvertrag keine oder eine ermessensabhängig ausgestaltete Freigabeklausel enthält. Bei formularmäßig bestellten Globalsicherungen sind weder eine ausdrückliche Freigaberegelung noch eine zahlenmäßig bestimmte Deckungsgrenze noch eine Klausel für die Bewertung der Sicherungsgegenstände Wirksamkeitsvoraussetzungen. Enthält der Vertrag keine ausdrückliche oder eine unangemessene Deckungsgrenze, so beträgt diese Grenze bezogen auf den realisierbaren Wert der Sicherungsgegenstände 110 % der gesicherten Forderung.

### Prioritätsgrundsatz
Individuelle Abreden haben Vorrang vor AGB und verwendeten Vordrucken (§ 305b BGB). Daher müssen die Bankkunden darauf achten, dass ihre Rechtsposition weder durch einschränkende mündliche noch durch spätere schriftliche Modifizierungen des ursprünglichen Vertragsinhaltes geschwächt werden. Individualabreden haben nämlich Vorrang vor den vereinbarten AGB.

### Generalsicherungsklausel
Die Tragweite einer Generalsicherungsklausel – auch weite Sicherungszweckerklärung genannt – ist für den Durchschnittskunden nicht erkennbar. Treten natürliche Personen oder Firmen als bloße Sicherheitengeber auf, so kann in den Sicherheitenverträgen lediglich eine Spezialsicherungsklausel für den Kredit vereinbart werden, der Anlass der Sicherheitenbestellung gewesen ist. Nur wenn es sich bei bloßen Sicherungsgebern um Firmen handelt oder der bloße Sicherheitengeber Einfluss auf Art und Umfang der Hauptforderungen nehmen kann (Geschäftsführer oder Mehrheitsgesellschafter des kreditnehmenden Unternehmens), ist eine Generalsicherungsklausel wirksam. Denn für ein mit Kreditgeschäften vertrautes Unternehmen ist die seit Langem bankübliche Ausdehnung des Sicherungszwecks auf künftige Kreditforderungen auch dann nicht ungewöhnlich, wenn die Sicherheiten zur Sicherung fremder Schulden bestellt werden.

### Sicherungsgeber ist nicht Kreditnehmer
Sicherheitenverträge und Sicherungsabreden mit privaten Sicherungsgebern (die nicht zugleich auch Kreditnehmer sind) können nicht mit der Generalsicherungsklausel verbunden werden; sie hat dann die Wirkung einer Spezialsicherungsklausel nur für den einzelnen Kredit, der den Anlass der Sicherheitenbestellung bildete. Das gilt für alle Sicherheitenarten, insbesondere für Bürgschaften oder sonstige Mithaftungen von Privatpersonen. Die Sicherheit wird vom Sicherungsgeber nur für diesen Kredit zur Verfügung gestellt, weil der Sicherungsgeber Art und Umfang der Kredite nicht selbst beeinflussen kann. § 305c BGB ist aber nicht anwendbar, wenn der Sicherungsgeber im Rahmen der Verhandlungen auf die Erweiterung der dinglichen Haftung individuell hingewiesen worden ist, im Voraus schriftlich der Haftungserweiterung seiner Sicherheiten zugestimmt hat oder als Mehrheitsgesellschafter oder Geschäftsführer einer kreditnehmenden GmbH/Vollhafter einer kreditnehmenden KG oder OHG der Bank Sicherheiten stellt.

## Zinsen/Gebühren/Kosten
Eine Vielzahl von Urteilen des BGH beschäftigt sich mit der Art, Berechnung und Höhe von Zinsen/Gebühren/Kosten, die dem Bankkunden belastet werden. Der BGH mahnt grundsätzlich an, dass Kreditinstitute Preise und Zinsen nicht einseitig zu Lasten der Verbraucher neu festsetzen dürften. Änderungen müssten nachvollziehbar sein. Zudem ist es nach Meinung der obersten Richter unzulässig, Gebühren für Leistungen zu verlangen, zu denen die Banken ohnehin verpflichtet seien. Zinsen/Gebühren/Kosten waren häufig Gegenstand der BGH-Rechtsprechung, weil deren Art, Berechnung und Höhe nach Auffassung des BGH gegen das Transparenzgebot des § 307 Abs. 1 Satz 2 BGB verstoße. Die Kreditinstitute dürfen in ihren Formularen und Verträgen die Rechtslage nicht unzutreffend oder unklar beschreiben und damit den Bankkunden nicht hindern, seine berechtigten Ansprüche geltend zu machen.
Eine Folge der Rechtsprechung ist, dass Bankgebühren in einigen Fällen nicht nach dem Verursacherprinzip berechnet werden dürfen. So ist die Belastung von Gebühren für Bareinzahlungen und Barauszahlungen vom und auf das eigene Girokonto untersagt, Kostenbelastungen für die Rückgaben von Lastschriften und Schecks mangels Deckung sind unwirksam, ebenso ist die Belastung eines Entgelts für die Ausstellung einer Löschungsbewilligung nach Kredittilgung nicht statthaft. Auch Gebühren für die Änderung und Verwaltung von Freistellungsaufträgen dürfen nicht berechnet werden. Formularmäßige Zinsänderungsklauseln im Rahmen eines Sparvertrages sind nach § 308 Nr. 4 BGB (wonach die Vereinbarung eines Leistungsänderungsrechts des Klauselstellers unwirksam ist, wenn nicht die Vereinbarung der Änderung oder Abweichung unter Berücksichtigung der Interessen des Verwenders für den anderen Vertragsteil zumutbar ist) nichtig. Fingierte Zinsrechnungsfaktoren können nur hingenommen werden, wenn dabei die Belange des Kunden in angemessener Weise – zum Beispiel durch Angabe des Effektivzinses – berücksichtigt werden.
Wertstellungsklauseln regeln nicht die Höhe der Zinsen, sondern den Zeitpunkt, zu dem die Kontobewegung für die Zinsberechnung in den jeweils zu bildenden Zwischensaldo eingeht; durch Bareinzahlungen auf das Konto entstehen bereits mit der Einzahlung – nicht erst mit der Gutschrift oder der Wertstellung – Forderungsrechte des Kunden gegen die Bank. Ihrer vertraglichen Pflicht aus dem Girovertrag kommt demnach die Bank nur dann vollständig nach, wenn sie den Überweisungsbetrag auch zeitlich, d. h. wertstellungsmäßig korrekt in das Kontokorrent einstellt. Denn erst mit der Wertstellung, d. h. der Festlegung des Kalendertags, für den der Überweisungsbetrag in den für die Zinsberechnung maßgebenden (Zwischen-)Saldo des Girokontos eingeht, kann sich der Betrag zinsmäßig auswirken. Eine Ausnahme hiervon gilt allerdings für Gutschriften von eingereichten Schecks, die unter Vorbehalt der Scheckeinlösung erfolgen.
Regelungen über eine bei vorzeitiger Kreditrückzahlung zu entrichtende Vorfälligkeitsentschädigung können sowohl überraschend (§ 305c BGB) als auch mit dem im Rahmen einer Inhaltskontrolle (§ 307 BGB) zu beachtenden Transparenzgebot nicht vereinbar sein. Nichtig sind auch Klauseln in den AGB der Sparkassen, die die Berechnung der Entgelte „nach Marktlage“ und „billigem Ermessen“ zulässt. Die Klausel benachteiligt Kunden unangemessen.

## Neue AGB
Die ständige, oft restriktive Rechtsprechung des BGH zu den AGB der Kreditinstitute hat zu ihrer völligen Neufassung geführt. Die ab 1. Januar 2002 geltenden AGB beinhalten nur noch Klauseln, die der künftigen Rechtsprechung weitgehend standhalten dürften. Am bedeutsamsten ist hierbei die Ausweitung der Bank-Haftung bereits auf leichte Fahrlässigkeit. Auf einige Regelungen, die die Kundenrechte zu stark eingeschränkt haben, ist verzichtet worden. Sonderbedingungen für einzelne Geschäftsgebiete sind aus den AGB herausgenommen worden und werden als gesonderte Bedingungen angeboten.